# Llapó fullat
El llapó fullat, Potamogeton crispus, és una espècie de planta aquàtica i planta nativa d'Euràsia però introduïda a Amèrica del Nord

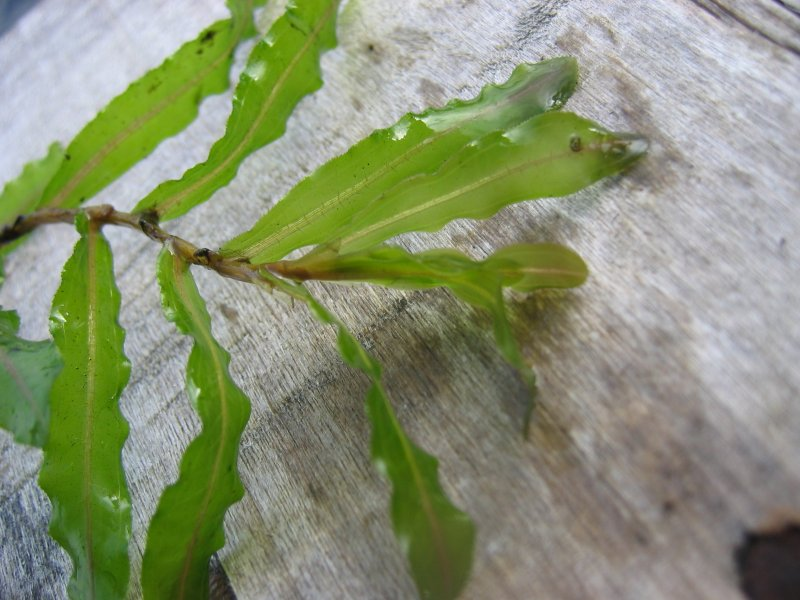

## Descripció
És una herbàcia perenne amb rizoma que produeix una tija aplanada d'un metre de llargada. les fulles són linears o oblongues, tenen els marges serrats i a finals de l'estació són marronoses. Tenen turions a les fulles i puntes de la tija. La inflorescència emergeix de l'aigua. Floreix de maig a octubre. 

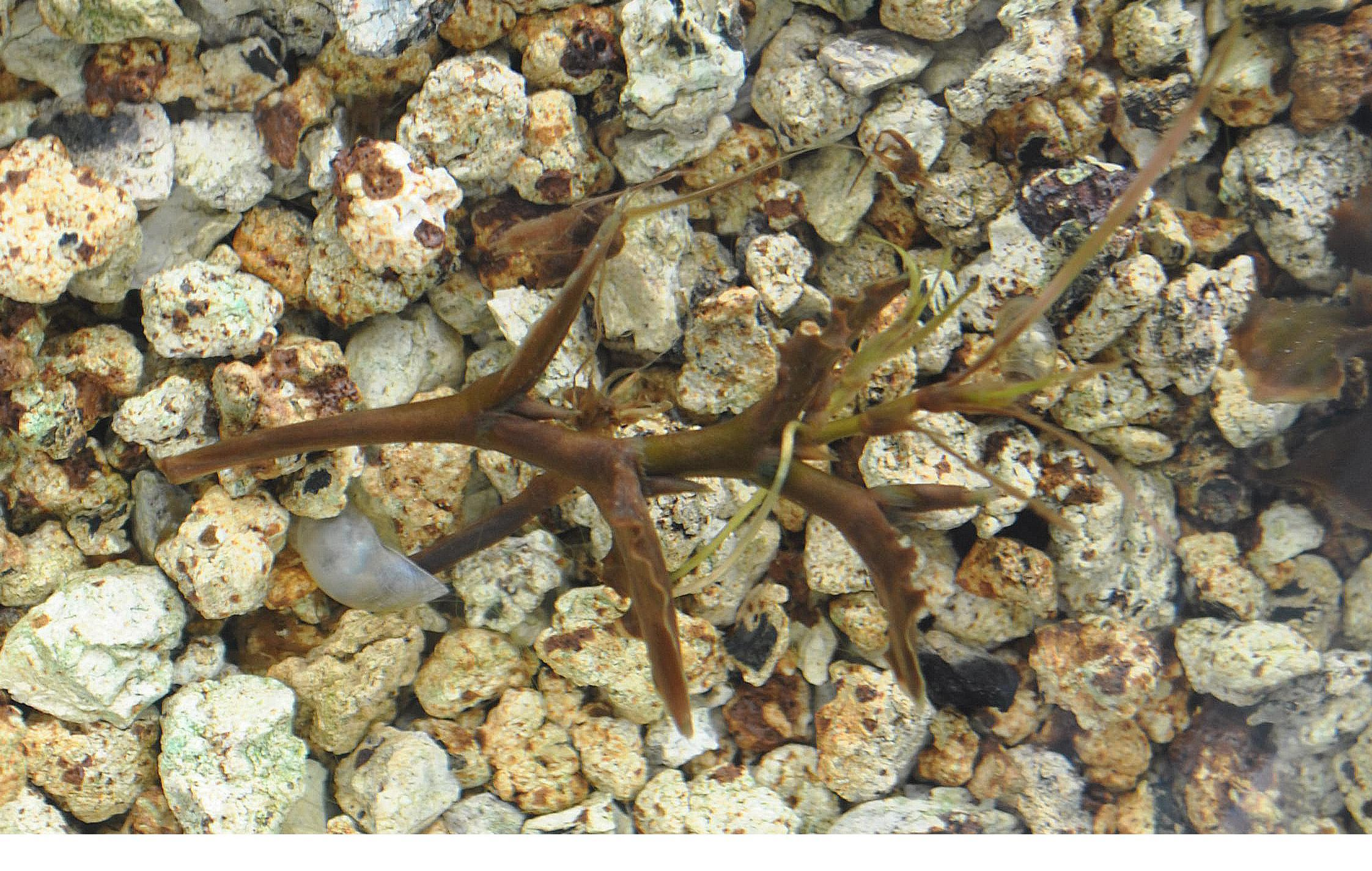

S'han descrit híbrids amb Potamogeton trichoides (P. × bennettii Fryer), P.perfoliatus (P. × cooperi (Fryer) Fryer), P. alpinus (P. × olivaceus Baagøe ex G.Fisch.), P.lucens (P. × cadburyae Dandy & G.Taylor), P. praelongus (P. × undulatus Wolgf.), P. ochreatus (P. × jacobsii Z.Kaplan, Fehrer & Hellq.) i P. friesii (P. × lintonii Fryer).
És considerada una espècie invasora a gran part d'Amèrica del Nord. Resisteix la contaminació de l'aigua.

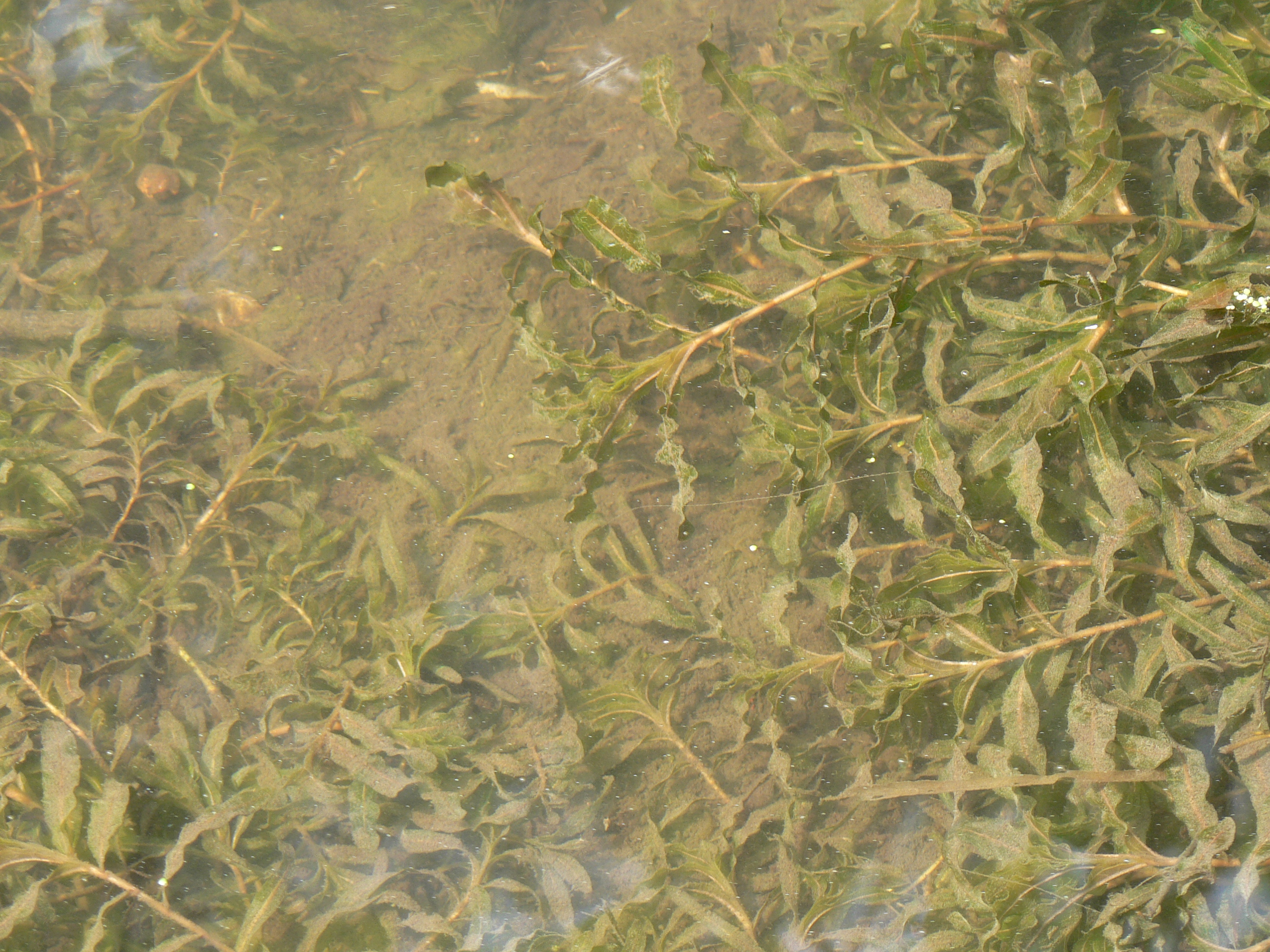
Potamogeton crispus a un torrent al sud de Gran Bretanya